# Visar Musliu
Visar Musliu (makedonska: Висар Муслиу), född 13 november 1994, är en nordmakedonsk fotbollsspelare som spelar för FC Ingolstadt i 2. Bundesliga. Han representerar även Nordmakedoniens landslag.